# 유전자 중심의 진화
유전자 중심의 진화(Gene-centered view of evolution) 또는 이기적 유전자 이론(selfish gene theory)은 유전자를 중심에 두고 진화를 설명하는 관점이다. 대립유전자의 비율 변화를 통해 진화를 설명한다. 리처드 도킨스의 저서 <이기적 유전자>를 통해 일반 대중에게도 전파되었다.

## 같이 보기
- 진화생물학